# Kathryn Erskine
Kathryn Erskine est une écrivaine américaine de littérature jeunesse. Elle remporte le National Book Award for Young People's Literature en 2010 et le Dolly Grey Children's Literature Award en 2012 pour son roman Mockingbird.

## Biographie

### Enfance et formation
Kathryn Erskine naît aux Pays-Bas.
Elle voyage beaucoup pendant son enfance en raison de la carrière de son père qui est diplomate. Elle vit en Afrique du Sud, en Israël, à Terre-Neuve, aux États-Unis et en Écosse. Elle fréquente huit écoles différentes,. 
Elle fréquente ensuite quatre universités pour étudier notamment le droit et la pharmacie.  

### Carrière
Elle est avocate pendant quinze années avant de se consacrer à l'écriture,. 
Son premier roman, Quaking, est l'un des dix meilleurs choix de la YALSA pour les jeunes lecteurs adultes réticents. Il raconte l'histoire de Matt, une jeune fille gothique, qui emménage malgré elle dans une famille Quaker. Kirkus Reviews explique : « En tant que l'un des premiers, sinon le premier roman anti-guerre de cette génération, l'histoire d'Erskine ouvrira sûrement certains esprits à l'idée que la paix n'a rien de honteux. ». 
Son deuxième roman, Mockingbird, remporte le National Book Award for Young People's Literature en 2010 et le Dolly Grey Children's Literature Award en 2012,,. Marquée par la fusillade de 2007 à l'université Virginia Tech, l'auteure raconte l'histoire de Caitlin Smith, une petite fille de dix ans atteinte du syndrome d'Asperger, dont la mère est morte d'un cancer quelques années auparavant et qui vient de perdre son frère dans une fusillade,. Le roman est adapté pour la scène par le Kennedy Center en 2014.
En 2011, elle publie The Absolute Value of Mike qui fait partie de la sélection de la Junior Library Guild, est élu meilleur livre d'Amazon du mois et est recommandé dans la Kids' Next List de l'été 2011. Le roman raconte l'histoire de Mike, qui souffre de dyscalculie et est confronté à un père ingénieur brillant. Il finira par comprendre qu'il n'est pas moins intelligent que son père mais seulement différent,.
Son quatrième roman, Seeing Red, qui traite du racisme antinoir dans l'état de Virginie, reçoit un Livre d'honneur de la Jane Addams Peace Association pour les lecteurs plus âgés et est considéré comme l'un des meilleurs livres de Bank Street 2014,,. 
Son cinquième roman, The Badger Knight, est élu comme l'un des meilleurs livres de Bank Street 2015. Il raconte l'histoire d'Adrian, treize ans, qui rêve de devenir archer et apprenti de son père, maître archer. Ce dernier refuse en raison de sa maladie et sa pâleur (il souffre d'albinisme).
Son livre d'images primé, Mama Africa ! How Miriam Makeba Spread Hope with Her Song, illustré par Charly Palmert, dédié aux 6-10 ans et publié en 2017, est une biographie de la chanteuse et activiste sud-africaine Miriam Makeba,. La même année, elle publie The incredible magic of being, un roman sur un garçon qui a une vision mystique du monde et est passionné d'astronomie.
En 2021, elle publie Lily's Promise qui raconte l'histoire d'une élève timide qui finit par prendre la défense des élèves victimes d'intimidation. Elle publie également All of us, un livre d'images pour les 3-6 ans promouvant la diversité, l'inclusion et la communauté.
En 2023, elle publie My Dad Is a DJ, un livre d'images pour les 5-8 ans qui raconte l'histoire d'une relation père-fils à travers la musique.
Parallèlement, l'auteure présente également des ateliers au Writer's Center mais aussi dans le monde entier, notamment à Singapour, au Panama, en Italie, au Brésil, en Écosse et à Guam,.

### Vie privée
Elle vit en Virginie avec son mari, Bill. Elle a deux enfants : Fiona, atteinte du syndrome d'Asperger, et Gavin,. 